# Уилсон, Пит
Питер Бартон «Пит» Уилсон (англ. Peter Barton «Pete» Wilson; род. 23 августа 1933, Лейк-Форест, Иллинойс) — американский политик. Был мэром Сан-Диего с 1971 по 1983, сенатором США от штата Калифорнии с 1983 по 1991 годы и 36-м губернатором штата Калифорния с 1991 по 1999 годы. Член Республиканской партии.
Уилсон получил степень бакалавра английского языка в Йельском университете, служил в морской пехоте США. Позже стал доктором права в Университете Калифорнии, Беркли. Работал на кампанию Ричарда Никсона во время выборов губернатора Калифорнии в 1962 году, Барри Голдуотера в президентской гонке в 1964 году и был членом Ассамблеи штата Калифорния, нижней палаты законодательного собрания штата с 1967 по 1971 годы.